# روزي دوللي
روزي دوللي (بالإنجليزية: Rose Dolly)‏ (بالمجرية: Deli Rózsi)‏ هي راقصة وممثلة مجرية وأمريكية، ولدت في 25 أكتوبر 1892 في Balassagyarmat ‏ في المجر، وتوفيت في 1 فبراير 1970 في نيويورك في الولايات المتحدة بسبب نوبة قلبية.

## وصلات خارجية
- روزي دوللي على موقع IMDb (الإنجليزية)
- روزي دوللي على موقع قاعدة بيانات برودواي على الإنترنت (الإنجليزية)
- روزي دوللي على موقع قاعدة بيانات برودواي على الإنترنت (الإنجليزية)
- روزي دوللي على موقع قاعدة بيانات برودواي على الإنترنت (الإنجليزية)
- روزي دوللي على موقع قاعدة بيانات الأفلام السويدية (السويدية)
- روزي دوللي على موقع قاعدة بيانات الفيلم (الإنجليزية)
- روزي دوللي على موقع كينوبويسك (الروسية)